# Sellye

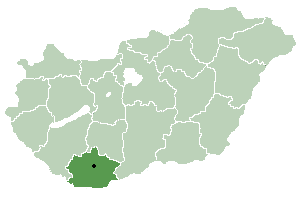
Karte des Komitats Baranya mit der Hauptstadt Pécs

Sellye [ˈʃɛjːɛ] (deutsch: Schelle, kroatisch: Šeljin) ist eine Kleinstadt im südungarischen Komitat Baranya, 37 km südwestlich der Komitatshauptstadt Pécs unweit der ungarischen Südgrenze.
Der Ort liegt im Tal der Drau, in der Region Ormánság, die auch die Grenze zu Kroatien bildet, an der Kreuzung zweier Fernstraßen: Die Ost-West-Route verläuft von der Grenzstadt Barcs (40 km westlich) nach Harkány und Siklós (37 bzw. 42 km), die Nordroute zum Sumony-See und weiter nach Szentlőrinc (25 km), wo die Fernstraßen nach Kaposvár und zum Plattensee bzw. nach Pécs zusammentreffen. Sellye ist auch ein kleiner Bahnknotenpunkt (zwei Nebenbahnen analog zu den angeführten Straßen). Heute (Stand 2025) besteht jedoch nur mehr Personenverkehr nach Szentlőrinc.
Hier ist die Pannonische Tiefebene fast völlig flach und die Drau nur 4 bis 5 km entfernt. Die Umgebung von Sellye ist je zur Hälfte agrarisch und bewaldet, die Bevölkerung ist zwei- bis dreisprachig (siehe auch Donauschwaben und Siklós).
Die geografischen Koordinaten des Ortes sind genähert 45,8° Nord und 17,8° Ost, seine Höhe etwa 100 m. Nur im Osten, jenseits des Bahnhofs, erhebt sich eine flache Kuppe auf 111 m Seehöhe.